# 漆碑乡
漆碑乡，是中华人民共和国四川省达州市宣汉县曾经下辖的一个乡。2020年6月，撤销漆碑乡，将其所属行政区域划归漆树土家族乡管辖。

## 行政区划
漆碑乡撤销前下辖以下地区：
九顶社区、太阳村、大树坝村、花盆村、杉木村、竹园村、琵琶村和四井村。

## 特产
- 漆碑茶：中国地理标志产品。2002年，漆碑乡获“省级茶叶标准化种植示范乡”称号。